# تپه حسین‌آباد ۱
تپه حسین‌آباد ۱ مربوط به عصر آهن است و در شهرستان کرمانشاه، بخش مرکزی، دهستان میان دربند، ۲ کیلومتری شمال روستای حسین‌آباد واقع شده و این اثر در تاریخ ۲۶ اسفند ۱۳۸۷ با شمارهٔ ثبت ۲۵۴۴۰ به‌عنوان یکی از آثار ملی ایران به ثبت رسیده است.